# Pierrefiche (Aveyron)
Pierrefiche település Franciaországban, Aveyron megyében. Lakosainak száma 293 fő (2022. január 1.). Pierrefiche Sainte-Eulalie-d'Olt, Saint-Martin-de-Lenne, Vimenet, Saint-Geniez-d'Olt-et-d'Aubrac és Palmas-d'Aveyron községekkel határos.

## Népesség
A település népessége az elmúlt években az alábbi módon változott:
| Lakosok száma | 205  | 199  | 238  | 264  | 268  | 268  | 274  | 279  | 284  | 293  |
|               | 1968 | 1982 | 1990 | 2006 | 2013 | 2015 | 2017 | 2019 | 2020 | 2022 |